# Бегство в Египет (картина Тициана)
«Бегство в Египет» — картина итальянского художника эпохи Высокого Возрождения Тициана Вечеллио из собрания Государственного Эрмитажа.
На картине изображены Богородица с Младенцем на руках, едущая верхом на ослике, ведомом ангелом, за ними идёт Святой Иосиф. Действие разворачивается на фоне пейзажа с деревьями, в правой части на дальнем плане сквозь просвет в деревьях видны скалы на пологих холмах и городские стены. Пейзаж изобилует многочисленными животными и птицами, под деревьями расположились на отдых путники и пастух. Картина иллюстрирует эпизод Евангелия от Матфея (2: 12—15), когда Мария и Иосиф с новорождённым Иисусом бежали от преследования царя Ирода в Египет.
Картина написана около 1508 года, когда двадцатилетний Тициан вместе с Джорджоне был приглашён для росписей Фондако-деи-Тедески (Немецкого подворья) в Венеции. Обстоятельства её написания и сведения о ранней истории бытования картины сохранились фрагментарно.
Джорджо Вазари в «Жизнеописаниях…», изданных в 1568 году, упоминает, что Тициан «написал большую картину с фигурами в натуральную величину, находящуюся ныне в зале мессера Андреа Лоредано, живущего около церкви св. Мариулы. На этой картине изображена Богоматерь по пути в Египет, на фоне большой рощи и других видов, прекрасно исполненных. <…> много зверей, которых он написал с натуры и которые действительно настолько правдоподобны, что кажутся живыми». Также Вазари добавляет, что Тициан трудился над картиной несколько месяцев и привлекал к работе «несколько немцев, отличных живописцев ландшафтов и листвы».
Следующее упоминание картины находится у Карло Ридольфи, который в 1648 году опубликовал свой труд «Чудеса искусства», где сказано, что Тициан «исполнил картину маслом с изображением Богоматери с сыном, которая бежит в Египет, сопровождаемая Св. Иосифом, ангел ведёт осла, а по траве разгуливают многочисленные животные, и здесь же группа деревьев, очень естественная, и вдали — солдат и пастух» (перевод Т. К. Кустодиевой). Ридольфи также сообщает, что картина находилась в Венеции в доме патриция Калерги.
В середине XVIII века картина принадлежала саксонскому министру Генриху фон Брюлю. В 1769 году она была приобретена императрицей Екатериной II вместе со всей коллекцией фон Брюля и наряду с коллекцией Гоцковского легла в основу Эрмитажного собрания живописи. Во второй половине XIX века картина была отправлена в Большой Гатчинский дворец, откуда была возвращена в Эрмитаж в 1920-е годы. Выставляется в здании Большого (Старого) Эрмитажа в зале 217.
Картина традиционно считалась работой Тициана, однако главный хранитель картинной галереи Эрмитажа Э. К. Липгарт при составлении эрмитажного каталога живописи (опубликован в 1915 году) усомнился в его авторстве, поскольку счёл композицию и рисунок слишком слабыми для Тициана, и предложил в качестве автора Париса Бордоне. Однако в 1920 году, обнаружив описания картины у Вазари и Ридольфи, он вернулся к имени Тициана. Тем не менее Бернард Беренсон в 1932 и 1957 годах по-прежнему приписывал картину Парису Бордоне. Но подавляющее большинство исследователей считают картину собственноручной работой Тициана.
Т. К. Кустодиева, анализируя картину, отмечала явное влияние Джорджоне на работу юного Тициана:

И хотя главные действующие лица традиционно показаны на первом плане, им уделено меньше внимания, чем пейзажу, охарактеризованному с большой тщательностью и поэтичностью. На его фоне чуть нескладные фигуры кажутся обычными и будничными. <…> Композиционное размещение фигур — сдвинутая к левому краю картины группа, ритмичное размещение персонажей друг за другом — создаёт впечатление длительного и утомительного пути. <…> В выборе мотивов, включённых в пейзаж, чувствуются уроки Джорджоне. Именно он любил передавать такие пышные кроны деревьев, стада, пасущиеся на полях, светлые дали в глубине. Второстепенные фигуры <…> почти повторяют типы Джорджоне.

В Королевском музее изящных искусств в Антверпене находится картина Тициана «Папа Александр IV представляет Святому Петру епископа Якопо Пезарио» (холст, масло; 145 × 185 см; инвентарный № 357). Хранитель венецианской живописи в Эрмитаже Т. Д. Фомичёва считает, что фигура Св. Петра с антверпенской картины и фигура Св. Иосифа с эрмитажной работы написаны с одного натурщика и мотивы одеяний обоих персонажей в значительной степени сходны.

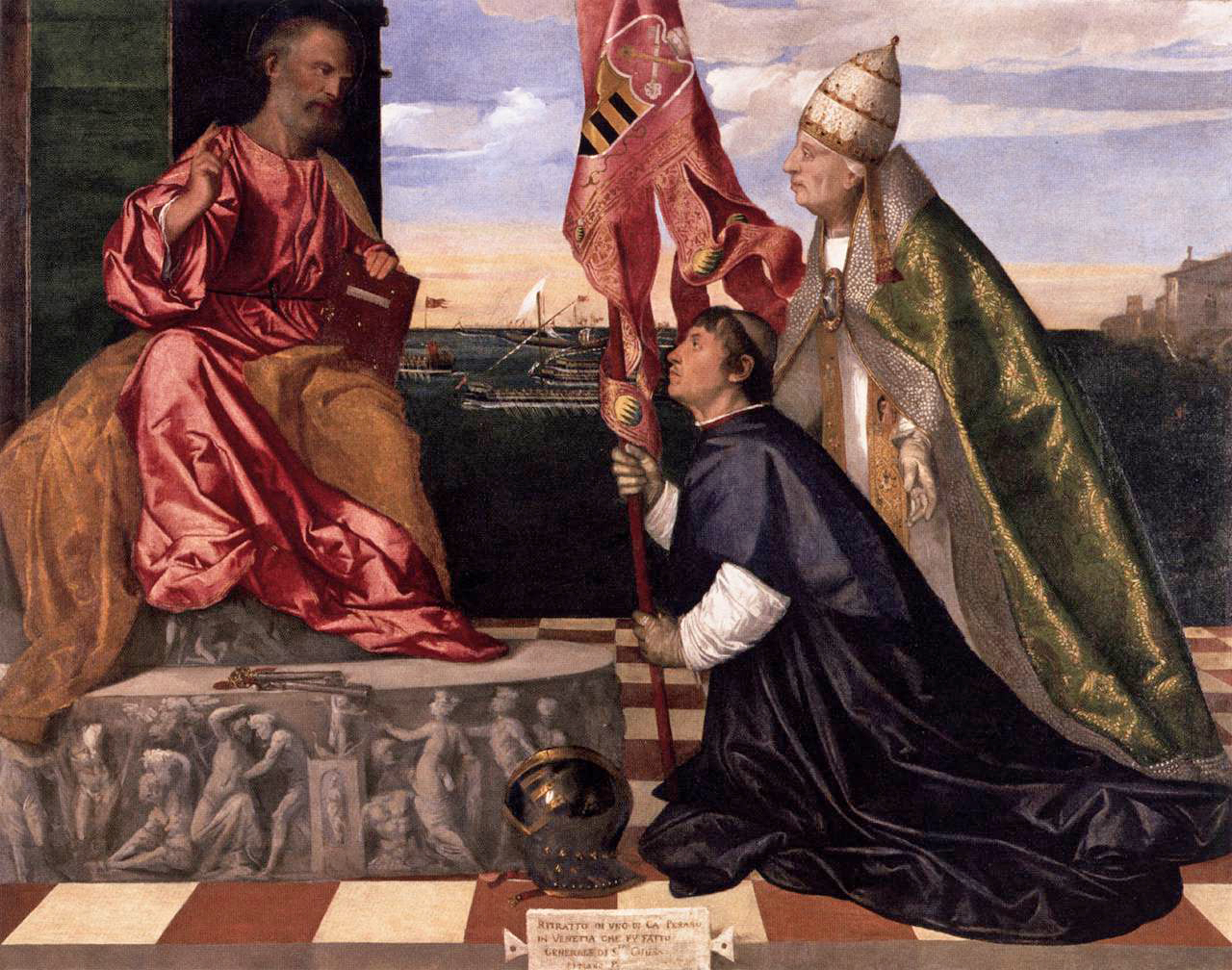
Тициан. «Папа Александр IV представляет Святому Петру епископа Якопо Пезарио». Около 1503—1510. Антверпен
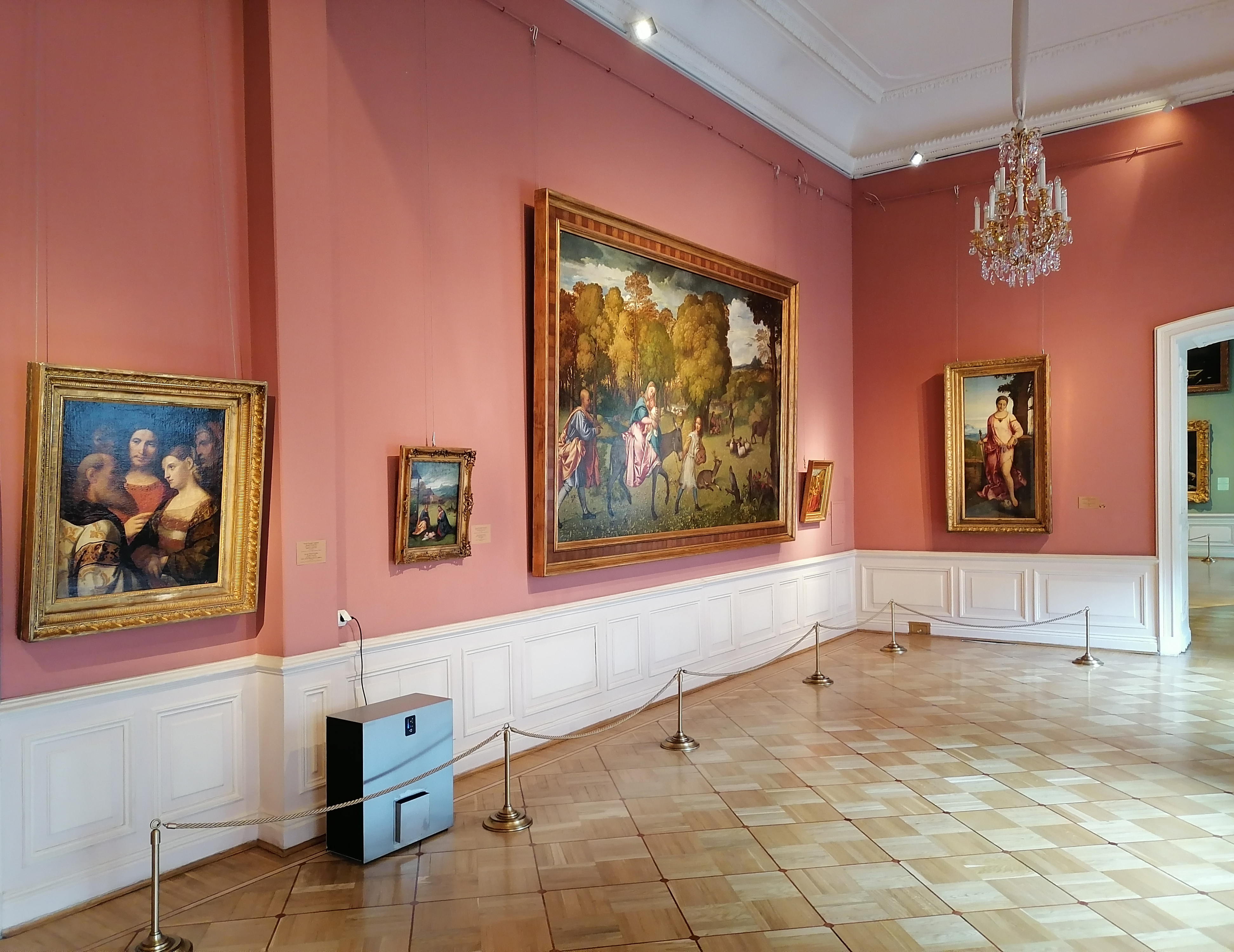
Картина в зале 217 Большого Эрмитажа